# Heron Bay
Heron Bay – jednostka osadnicza w Stanach Zjednoczonych, w stanie Georgia, w hrabstwie Spalding.